# The Big Knife
The Big Knife (conocida en español como La podadora o El gran cuchillo en España e Intimidad de una estrella en Argentina) es una película de melodrama de 1955 dirigido y producido por Robert Aldrich a partir de un guion de James Poe basado en la obra de 1949 de Clifford Odets. La película está protagonizada por Jack Palance, Ida Lupino, Wendell Corey, Jean Hagen, Rod Steiger, Shelley Winters, Ilka Chase y Everett Sloane.

## Argumento
Charlie Castle, un actor de Hollywood de gran éxito, vive en una casa enorme con todas las comodidades asociadas a su estrellato. La influyente columnista de chismes Patty Benedict lo visita para conocer todos los detalles sobre su matrimonio, pero Castle se niega a confirmarle nada. Su esposa Marion se ha quedado con su hijo pequeño y vive separada de él; de hecho, ella está a punto de solicitar el divorcio. Está harta de su mujeriego y borracho marido y de que haya renunciado a sus ideales por expectativas más bajas de Hollywood.
Marion no quiere que renueve su contrato con el poderoso jefe del estudio, Stanley Shriner Hoff, y no aceptará una reconciliación con su marido si él firma. Castle, atormentado emocionalmente, quiere desesperadamente recuperar a Marion, a quien el escritor y amigo de Castle, Hank Teagle, le propuso matrimonio luego de divorciarse de Castle. Castle está de acuerdo en no renovar su contrato, deseando liberarse del control del estudio sobre su vida y su carrera, y poder hacer un trabajo más inspirador que las películas huecas que Hoff le impone.
Le ruega a su necesitado agente, Nat, que le ayude a ser libre. Sin embargo, Nat es consciente de que Hoff y su mano derecha, Smiley Coy, conocen la verdad detrás de un accidente de atropello y fuga en el que Castle estaba al volante y que resultó en una muerte. El amigo de Castle, Buddy Bliss, asumió la culpa del accidente y cumplió condena por ello.
Hoff y Coy llegan a la casa de Castle para cerrar el trato. El desafío de Castle enfurece a Hoff, quien está dispuesto a hacer cualquier cosa, incluido el chantaje por el accidente, para obligar al actor a comprometerse con un contrato de siete años. Al final, el simple hecho del chantaje funciona y Castle firma el nuevo contrato.
Connie, la agresivamente coqueta esposa de Buddy, llega al lugar, y un abatido Castle se acuesta con ella. Posteriormente, Marion y Hank asisten a una reunión en casa de Castle, después de lo cual Castle convence a su esposa para que escuche una vez más su razonamiento sobre por qué deberían reunirse. Finalmente ella se va con Hank, pero en realidad está considerando reconciliarse con Castle.
Mientras tanto, Smiley, que ha estado asistiendo a una fiesta en casa de uno de los vecinos de Castle, se acerca para decirle al actor que Dixie Evans, una joven estrella cuya carrera está en apuros y que estaba en el auto con Castle la noche del accidente, está amenazando con revelar lo que ella sabe sobre el accidente. Smiley sugiere que Castle la invite a hablar y ver si puede persuadirla de que se calle. Castle lo hace y simpatiza con sus sentimientos de ser tratada de manera lamentable y despreciada como actriz. Dice que quiere dañar a Hoff, no a Castle.
Después de que Hank la llevara de regreso a Castle, Marion llega mientras Dixie está allí. La actriz se marcha inmediatamente y la pareja mantiene una intensa conversación; Marion deja en claro que al menos está dispuesta a intentar nuevamente reavivar su matrimonio.
Posteriormente, Dixie va a la oficina de Hoff y causa tal revuelo que el director del estudio y Smiley deciden que debe ser silenciada permanentemente. Smiley le presenta a Castle un plan para lograr esto que implica el asesinato. Finalmente motivado a defender sus ideales, el actor convoca a Hoff y Nat y, con Marion presente y ahora consciente de la presencia de Dixie la noche del accidente, desafía a los hombres que lo emplean. También exige que no le pase nada a Dixie.
Hoff y Smiley intentan un plan de extorsión más: producen grabaciones secretas de Marion con Hank. Ni Marion ni Castle se conmueven por este intento y, finalmente, Hoff, indignado, deja ir a Castle. Después de un breve y tranquilo respiro, Buddy irrumpe para revelar que ha descubierto la aventura de Castle con Connie. En lugar de aceptar la oferta de Castle de permitirle golpearlo, Buddy le escupe en la cara.
Castle pide que le preparen un baño y, después de prometerle a Marion «un futuro mejor», sube las escaleras. Smiley regresa para telefonear a Hoff y hacerle saber que Dixie, que salía tambaleándose de un bar hacia la calle, murió tras ser atropellada por un autobús urbano.
A pesar de aparentemente redimirse de muchas maneras, Castle está devastado porque traicionó a un amigo, sacrificó su integridad y angustió a la mujer que adora. Smiley, Marion y Nat irrumpen en el baño. Mientras Marion grita, Smiley habla por teléfono y le dice al estudio que Castle murió de un ataque cardíaco, mientras también dice que le digan a Stanley que se cortó tres veces. Marion se lamenta, mientras la cámara retrocede y revela que lamentos están siendo proyectados en una pantalla de cine vista por una audiencia.

## Reparto
- Jack Palance como Charlie Castle.
- Ida Lupino como Marion Castle.
- Wendell Corey como Smiley Coy.
- Jean Hagen como Connie Bliss.
- Rod Steiger como Stanley Shriner Hoff.
- Shelley Winters como Dixie Evans.
- Ilka Chase como Patty Benedict.
- Everett Sloane como Nat Danziger.
- Wesley Addy como Horatio «Hank» Teagle.
- Paul Langton como Buddy Bliss.
- Nick Dennis como Mickey Feeney.
- Bill Walker como Russell.
- Michael Winkelman como Billy Castle.
- Strother Martin como Stillman.

## Producción
En marzo de 1955, Aldrich firmó un contrato con Clifford Odets para realizar la película. Ya se había escrito un guion de James Poe y Jack Palance sería el protagonista. La película fue realizada para la propia empresa de Aldrich.
Aldrich dijo que estaba «terriblemente ambivalente acerca del personaje de Hoff». Cuando hizo la película, muchos magnates de antaño de la era del cine clásico de Hollywood todavía estaban en el poder.
Habíamos tenido veinte años de pequeños dictadores dirigiendo la industria, tiempo durante el cual todos trabajaron y todos cobraron, tal vez no lo suficiente, pero no necesitaron ayuda de terceros. Diecisiete años después uno se pregunta si realmente la industria es más sana en términos de creatividad. ¿Estamos haciendo más o mejores películas sin ese control central? Pero cuando todos trabajaban con esos tipos, los odiaban. Así que tomamos el redoble de tambores de Núremberg y lo pusimos debajo de las entradas y salidas del personaje de Hoff. No fue demasiado sutil... El llanto de Hoff provino de Mayer, quien, según se decía, era capaz de llorar voluntariamnete. Pero el gran rechazo que sufrió [Clifford] Odets fue a manos de Columbia, por lo que había más Cohn en la obra original que Mayer.
Aldrich dijo más tarde que deseaba que él y el escritor hubieran hecho cortes a la obra de Clifford Odets. «En ese momento, pensé que ese tipo de sabor teatral era extraordinario. Me temo que ni Jim Poe ni yo fuimos lo suficientemente duros al editar algunas de las frases de Odets como deberíamos haber sido».

## Recepción

### Respuesta crítica
El crítico de cine de The New York Times, Bosley Crowther, estaba decepcionado y creía que la trama carecía de credibilidad. El escribió:

Actually, it looks as though The Big Knife originally was written and aimed as an angry, vituperative incident of the personal and professional morals of Hollywood. This is the clear implication of what is presented on the screen...But the simple fact is that Mr. Odets—and James Poe, who wrote the screen adaptation—were more disposed to extreme emotionalism than to actuality and good sense. They picture a group of sordid people jawing at one another violently. But their drama arrives at a defeatist climax. And this viewer, for one, was not convinced.
En realidad, parece como si The Big Knife fuera originalmente escrita y pensada como un incidente airado y vituperador de la moral personal y profesional de Hollywood. Ésta es la clara implicación de lo que se presenta en la pantalla... Pero el simple hecho es que el Sr. Odets (y James Poe, quien escribió la adaptación cinematográfica) estaban más dispuestos al emocionalismo extremo que a la realidad y el buen sentido. Se imaginan a un grupo de personas sórdidas gritándose violentamente unos a otros. Pero su drama llega a un clímax derrotista. Y este espectador, por su parte, no estuvo convencido.

El crítico de cine Jeff Stafford analizó algunos de los elementos de la película y escribió:

[Of the previous Hollywood-exposé dramas] none...can match the negative depiction of the movie business and its power brokers offered in The Big Knife...The use of long takes by cinematographer Ernest Laszlo adds greatly to the film's claustrophobic tension and the mingling of fictitious names with real ones (Billy Wilder, Elia Kazan, William Wyler and others) throughout the dialogue gives The Big Knife a candid, almost documentary-like quality at times.
[De los dramas sobre exponer a Hollywood anteriores] ninguno... puede igualar la descripción negativa del negocio del cine y sus poderosos agentes ofrecida en The Big Knife... El uso de tomas largas por parte del director de fotografía Ernest Laszlo aumenta enormemente la tensión claustrofóbica de la película y la mezcla de nombres ficticios con nombres reales (Billy Wilder, Elia Kazan, William Wyler y otros) a lo largo del diálogo da a The Big Knife una cualidad sincera, casi documental a veces.

El escritor de cultura popular Nathan Rabin afirmó que:
The Big Knife es una película de excesos. Está sobreescrita, sobreactuada, sobreexcitada y es sobreemotiva. Está llena de grandilocuencia, gritos y monólogos actorales, pero la película tiene el valor de sus convicciones. Es implacable e implacable en su descripción de la industria cinematográfica como un infierno donde lo peor del capitalismo se encuentra con lo peor de las artes.

### Taquilla
Aldrich afirmó más tarde que, aunque la película costó 400 000 dólares y recaudó más de 1 millón de dólares, perdió dinero porque el distribuidor se quedó con las ganancias.

### Premios
Ganadora
- Festival Internacional de Cine de Venecia: León de Plata, Robert Aldrich; 1955.

Nominaciones
- Festival Internacional de Cine de Venecia: León de Oro, Robert Aldrich; 1955.

## Medios domésticos
The Big Knife fue lanzado en DVD por MGM Home Video el 1 de abril de 2003 como un DVD de pantalla ancha de la Región 1.

## Galería

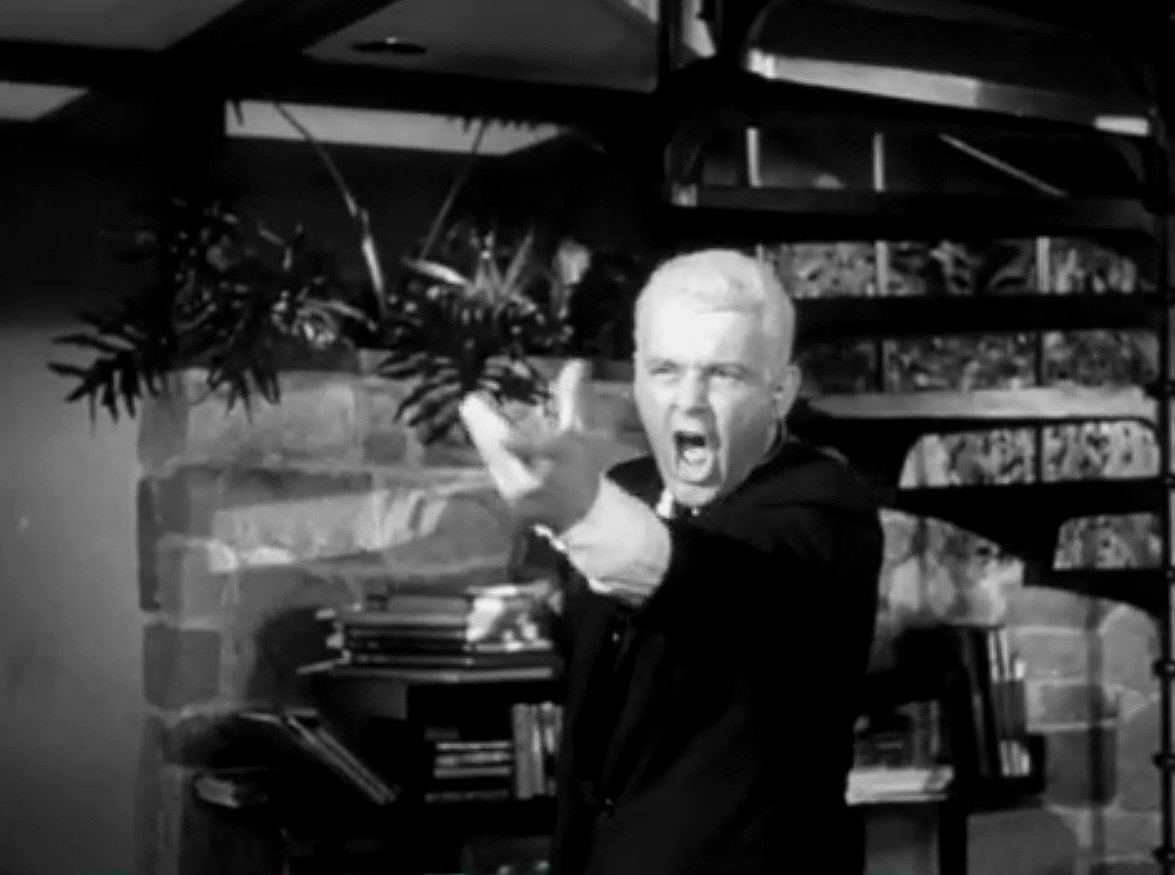
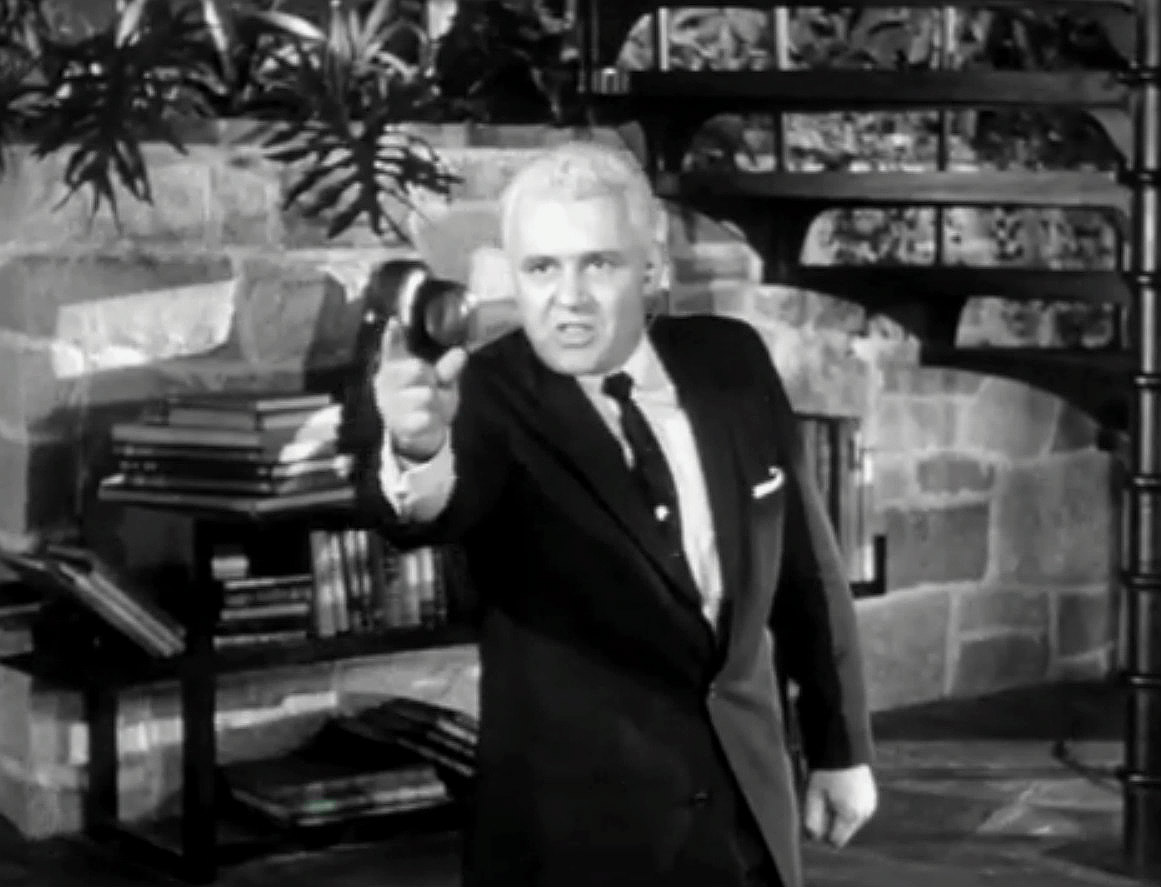
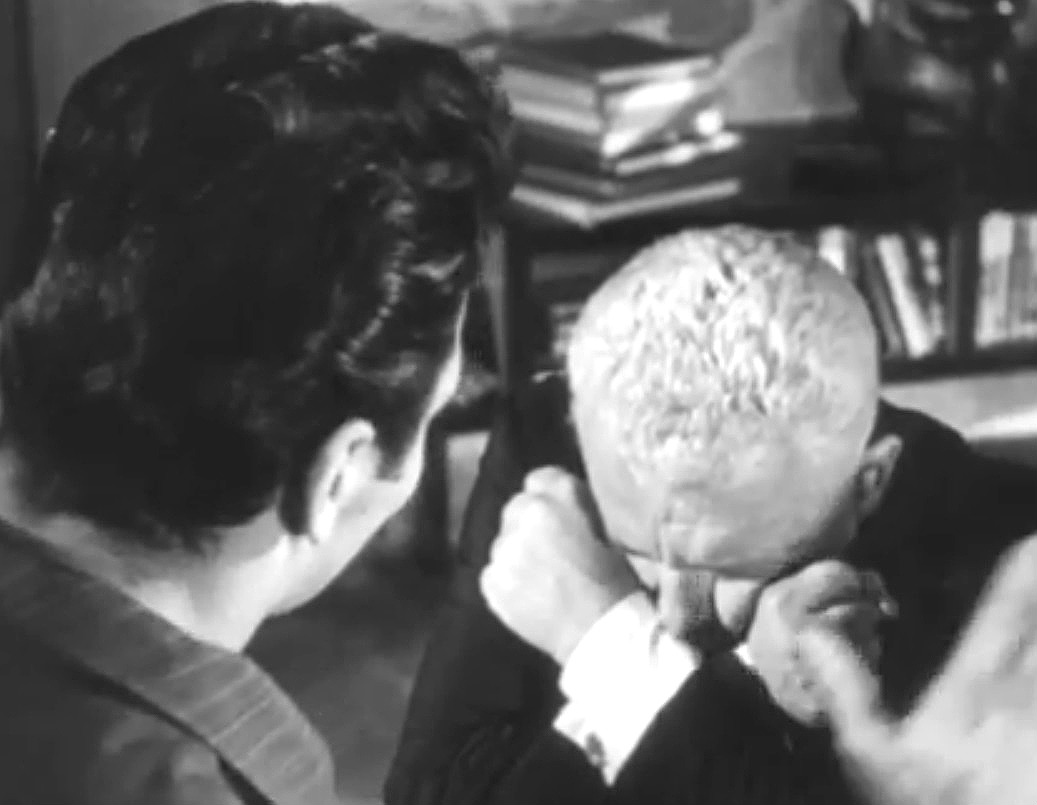